# Daijō Daijin
Daijō Daijin (jap. 太政大臣) ist ein historisches Regierungsamt in Japan und bezeichnet den höchsten Ministerrang im Großkanzleramt (太政官, daijō-kan). Im Deutschen wird er üblicherweise als Großkanzler wiedergeben. Der Titel wurde auch Dajō Daijin, bzw. in den historischen Kun-Lesungen Ōimatsurigoto no Ōmaetsugimi, Ōki Ōidono, Ōki Ōimouchigimi, Ōki Otodo, Ōmatsurigoto no Ōmatsugimi gelesen. 
Die Namen und Amtszeiten der einzelnen Amtsinhaber finden sich in der Liste der Dajō Daijin.
Voraussetzung für das Amt war entweder der Erste Prinzenrang oder der Folgende 1. Hofrang.

## Geschichte und Bedeutung
Der Titel wurde mit der Adaption des Ritsuryō-Rechts im späten 7. Jahrhundert am Kaiserlichen Hof eingeführt und blieb bis in die Meiji-Zeit bestehen. Da seine Inhaber keine Amtspflichten hatten, handelte es sich um eine Art Ehrentitel. Er blieb vakant, wenn sich kein geeigneter Titelträger fand. Sein Träger sollte durch „Tugend“ (人徳, jintoku) dem Tennō ein Lehrer (師範, shihan) sein, und ihn befähigen, das Land in Frieden zu regieren (治安, chian). Das Amt war bis zum Niedergang der Fujiwara mit realer Macht ausgestattet, fiel mit dem Übergang der tatsächlichen Regierungsmacht vom Kaiser an den Adel und später an den Kriegeradel jedoch der beinahen Bedeutungslosigkeit anheim. 
Ende des 7. Jahrhunderts bekleideten provisorisch die Söhne von Kaisern, die Prinzen Ōtomo und Takechi das Amt, im späten 8. Jahrhundert, nachdem er den Machtkampf gegen Fujiwara no Nakamaro für sich entschieden hatte, der Mönch Dōkyō. Nach seiner Verbannung hielt Fujiwara no Yoshifusa den Titel ab 857 inne, womit er fast 250 Jahre ununterbrochen in der Hand der Fujiwara, und fast durchgängig besetzt bleiben sollte. 
Mit dem Ende der Heian-Zeit wurde er prinzipiell an eine Person aus den „Fünf Regentenhäusern“ (gosekke) oder den im Rang nachfolgenden Adelshäusern der sog. „Neun reinen Blumen“ (seigake) vergeben, in der Edo-Zeit nur an erfahrene Regenten (Sesshō bzw. Kampaku).
Sechs Daijō Daijin entstammten dem Kriegeradel (武家, buke): Taira no Kiyomori, Ashikaga Yoshimitsu, Toyotomi Hideyoshi, Tokugawa Ieyasu, Tokugawa Hidetada und Tokugawa Ienari.
In der Meiji-Regierung der Restaurationszeit war der Daijō Daijin das höchste Ministeramt (長官, chōkan). Mit der Abschaffung des Han-Systems und der Schaffung der Präfekturen im Jahr 1871 wurde Sanjō Sanetomi als letzter Staatsmann mit dem Amt betraut, 1885 wurde es völlig abgeschafft.